# 五旬節聖潔會第二永光學校
五旬節聖潔會第二永光學校（英語：PHC Wing Kwong Primary School No.2），為香港一所已停辦的津貼小學，位於黃大仙區，於1969年創立，1997年因慈雲山邨最後一期重建而停辦。

## 歷史
此校於1969年創立，早期為一所半日制小學。創校首年，此校僅招收小一及小四，至1972年才有首屆小六學生畢業。而在1970-73年間，此校亦曾附設同系的「靈光失明人中心」，直至該中心位於同邨1-3座新址啟用為止。
因慈雲山邨內適齡學童減少，此校其後實行全日制，直至停辦為止。
而在1990年同系永光學校停辦時，此校亦負責接收部分教職員。
由於第二永光學校所在的慈民邨2期需於1997年重建，此校於1995年起停收小一，並於兩年後暑假停辦，未畢業學生均由可立小學接收。此前，由於可立等兩間同區小學難以施工，政府曾考慮延長此校及保良局何壽南小學原址辦學年期，以應付學額需求，但最後放棄。

## 校舍
此校為一座獨立「火柴盒」小學，鄰近重建前的慈雲山邨第66座（後稱民俊樓），不計地下設有5層，共24間課室。校舍連同鄰近的慈雲山邨第61-66座，均於1980年劃入慈民邨。
隨著毗鄰的民俊樓於1997年劃入重建地盤，校舍亦於同年暑假停用，其後於1998年6月連同徙廈一併拆卸。原址於2002年完成重建，成為慈康邨的幼稚園大樓。

## 歷屆行政人員

### 校監
- 祁堅信 牧師（1969年-？年、1990年-1995年，創校校監）
- 趙蒙德貞 女士（？年-1990年，兼任校長）[10]

### 校長
- 蒙德音 牧師（1969年-？年）
- 趙蒙德貞 女士（？年-1990年，上午校及全日制校長）[10]
- 祁恩典 女士（約1970年代，下午校校長；2018年逝世）[11]
- 錢志宏 先生（1990年-1997年，末任校長；原為同系永光學校末任校長，結校後轉職至香港潮陽小學）[1]